# Língua guernesiana
O guernesiano (em guernesiano: guernésiais), também chamado dgèrnésiais, francês de Guernsey e francês normando de Guernsey, é uma variante da língua normanda falada em Guernsey. Muitas vezes é chamada patuá (patois) na ilha. É uma das línguas de oïl, que tem raízes no latim mas sofreu muitas influências tanto da língua nórdica antiga (norse) como do inglês em diferentes épocas de sua história.

## Características
Há alguma inteligibilidade mútua (com certa dificuldade) com os falantes de jersiano (de Jersey, no Canal da Mancha) e com os falantes do normando da Normandia. O se parece mais com o dialeto normando de Le Havre na península do Cotentin (o cotentinais). A língua guernesiana foi menos influenciada pelo francês do que foi o jersiano, tendo muito mais influências do inglês. Palavras modernas foram importadas, tais como "le bike" e "le gas-cooker".
Há uma rica tradição poética da língua guernesiana. Há canções inspiradas pelo mar, por coloridas figuras de linguagem, pelo folclore tradicional, bem como pela bela natureza da ilha. O maior poeta de Guernsey foi Georges Métivier (1790–1881), contemporâneo de Victor Hugo, o qual influenciou e inspirou poetas locais para imprimir e publicar suas obras poéticas. Métivier utilizou nomes de localidades da ilha, de aves e outros animais, ditos populares e fragmentos de poesia local medieval para criar suas Rimes Guernesiaises (1831). Denys Corbet (1826–1910) foi considerado como "Último Poeta" do francês de Guernsey e publicou muitos poemas de seu tempo na sua língua nativa no jornal da ilha e também de forma privada.
Um trecho da poesia de Métivier: Que l'lingo seit bouan ou mauvais / J'pâlron coum'nou pâlait autefais (Seja o “lingo” bom ou mau, eu vou falar como meu querido velho pai).
O mais recente dicionário do guernesiano, chamado "Dictiounnaire Angllais-Guernesiais" (inglês-guernesiano) e publicado por “La Société Guernesiaise, Abril de 1967 (edição revisada em 1982), foi escrito por Marie de Garis (1910–2010). Em 1999 De Garis recebeu um Ordem do Império Britânico (MBE) por seu trabalho.

## Situação hoje

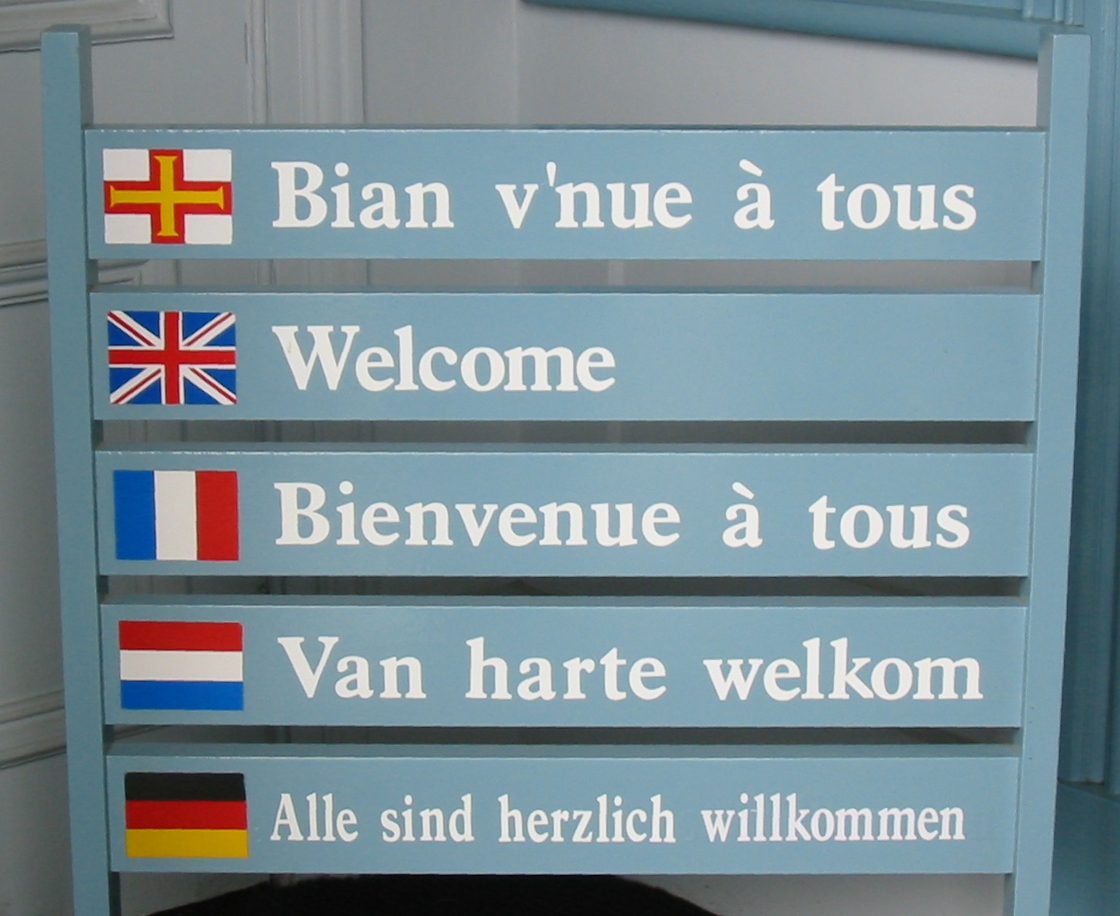
Em guernesiano a primeira mensagem de boas vindas no posto de turismo Guernsey em St. Peter Port

O censo de 2001 registrou 1 327 (dos quais 1 262 nascidos em Guernsey) ou 2% da população fala fluentemente a língua, enquanto 3% a entendem perfeitamente. Desses 1.327, 70% (934) têm mais de 64 anos. Dentre os jovens, somente um em cada mil conhece bem a língua. 14% da população de Guernesay diz entender um pouco a língua.
- L'Assembllaïe d'Guernesiais, uma associação de falantes Dgernesiais, fundada em 1957, publicou um jornal, Les Ravigoteurs. Outra associação publicou um livro de histórias e uma fita cassete para crianças.
- Forest School de Guernsey patrocina um concurso anual de conversação na língua entre crianças da escola fundamental (6º ano).
- O encontro anual “Eisteddfod” promove performances na língua, notas em jornais em estações de rádio relacionadas.
- Há algum ensino do idioma em classes voluntárias de Guernsey.
- O guernesiano é reconhecido (como jersiano, irlandês, gaélico escocês, galês, ], manês e ânglico escocês, essa na Escócia e Irlanda do Norte) como um língua regional oficial pelos governos do Reino Unido e da Irlanda, dentro do Conselho Britânico-Irlandês.
- A Radio BBC de Guernseye o jornal Guernsey Press ambos apresentam periodicamente lições da língua.
- Um Oficial para desenvolvimento da língua de Guernsey foi indicado em janeiro de 2008.[3]
- Há a pouca programação de televisão e rádio em guernesiano, sendo a língua aí quase ignorada, havendo algumas apresentações curtas, mais para quem quer aprender a língua na BBC Radio Guernsey

Mesmo com um claro desenvolvimento das línguas normandas, muitos ainda acham que o guernesiano não é uma realmente língua e a veem como um dialeto da língua francesa, pois, como a escrita do guernesiano baseia fortemente naquela do francês, os franceses podem entender muito do que se escreve em guernesiano.

## Obras diversas
- O poeta guernesiano George Métivier (1790–1881), apelidado o Burns de Guernsey , foi o primeiro a produzir um dicionário da língua normanda das Ilhas do Canal, o  Dictionnaire Franco-Normand (1870). Isso veio a estabelecer uma primeira ortografia que mais tarde foi modificada e modernizada. Entre seus trabalhos poéticos são as Rimes Guernesiaises de 1831.
- O príncipe Louis Lucien Bonaparte publicou uma tradução da Parable of the Sower para o guernesiano em 1863 como parte de sua pesquisa de filologia.
- Assim como  Métivier, Tam Lenfestey (1818 ~ 1885) publicou poesias em jornais de Guernsey e num livro.
- Denys Corbet (1826 ~ 1909), que se descreveu como o Draïn Rimeux (último poeta), mas a produção literária continuou. Corbet é mais conhecido por seus poemas, em especial por sua poesia épica L'Touar de Guernesy, um “tour” picaresco pelas paróquias de Guernsey. Como editor do jornal (em língua francesa) Le Bailliage, ele também escreveu folhetins em guernesiano usando o cognome Badlagoule ("tagarela"). Em 2009 houve na ilha uma amostra especial na paróquia Forest sobre Corbet e seu trabalho, quando do centenário de sua morte, onde se mostrou um retrato do escritor pintado pelo artista Christian Corbet, seu primo..
- Thomas Martin (1839 ~ 1921) traduziu para o guernesiano a Bíblia, peças de William Shakespeare, doze peças de Pierre Corneille, três de Thomas Corneille, vinte e sete de Molière, vinte de Voltaire e o The Spanish Student de Henry Wadsworth Longfellow.[4]

- Thomas Henry Mahy (1862–1936) escreveu Dires et Pensées du Courtil Poussin, uma coluna regular em La Gazette Officielle de Guernesey, desde 1916. Uma coletânea foi piblicada em libreto em 1922. Mahy publicou peças ocasionais de prosa e poesia em guernesiano até o início  doas anos 30.
- Thomas Alfred Grut (1852–1933) publicou Des lures guernesiaises em 1927, colunas de jornais, ele também traduziu para o Guernésiais histórias escritas em jersiano escritas por Philippe Le Sueur Mourant.
- Marjorie Ozanne (1897–1973) escreveu histórias que foram publicadas no  Guernsey Evening Press entre 1949 e 1965. Algumas de suas primeiras peças podem ser encontradas na La Gazette de Guernesey dos anos 20.
- O dicionário de Métivier foi superado pelo de Marie de Garis  (n. 1910), Dictiounnaire Angllais-Guernésiais, cuja primeira edição foi em 1967, com suplementos em 1969, 1973, 3ª adição em 1982.
- Quando as Ilhas do Canal foi invadida pela Alemanha durante a Segunda Guerra Mundial, a língua teve um ligeiro crescimento. Muitos das pessoas de Guernsey não queriam ser entendidas pelas forças de ocupação, dentre as quais havia quem entendesse inglês.
- Victor Hugo incluiu a estranho nome guernesiano em alguns de seus romances sobre as Ilhas do Canal. Seu romance Les Travailleurs de la Mer (Les Travailleurs de la Mer) teria promovido a inclusão do termo pieuvre, guernesiano para polvo, na língua francesa, na qual polvo é poulpe.
- Uma coletânea de histórias curtas, P'tites Lures Guernésiaises (em Guernésiais com tradução para o inglês), escritas por vários autores foram publicadas em 2006.[5]

## Fonologia
A metátese do /r/ é comum em guernesiano, se comparamos com Sercquiais e Jèrriais.
| guernesiano | Sercquiais | Jersiano | Francês  | Português    |
| ----------- | ---------- | -------- | -------- | ------------ |
| kérouaïe    | krwee      | crouaix  | croix    | cruz         |
| méquerdi    | mekrëdi    | Mêcrédi  | mercredi | quarta-feira |

Outros exemplos são pourmenade (passeio), persentaïr (presente), terpid (tripéd).

## Verbos
aver – ter, haver (verbo auxiliar)
| presente   | pretérito   | imperfeito   | futuro     | condicional  |
| j'ai       | j'aëus      | j'avais      | j'érai     | j'érais      |
| t'as       | t'aëus      | t'avais      | t'éras     | t'érais      |
| il a       | il aëut     | il avait     | il éra     | il érait     |
| all' a     | all' aeut   | all' avait   | all' éra   | all' érait   |
| j'avaöns   | j'eûnmes    | j'avaëmes    | j'éraöns   | j'éraëmes    |
| vous avaïz | vous aeutes | vous avaites | vous éraïz | vous éraites |
| il aönt    | il aëurent  | il avaient   | il éraönt  | il éraient   |

oimaïr -Amar (conjugação regular)
| presente    | pretérito    | imperfeito    | futuro        | condicional     |
| j'oime      | j'oimis      | j'oimais      | j'oim'rai     | j' oim'rais     |
| t'oimes     | t'oimis      | t'oimais      | t'oim'ras     | t'oim'rais      |
| il oime     | il oimit     | il oimait     | il oim'ra     | il oim'rait     |
| all' oime   | all' oimit   | all' oimait   | all' oim'ra   | all' oim'rait   |
| j'oimaöns   | j'oimaëmes   | j'oimaëmes    | j'oim'rons    | j' oim'raëmes   |
| vous oimaïz | vous oimites | vous oimaites | vous oim'raïz | vous oim'raites |
| il' oiment  | il' oimirent | il' oimaient  | il' oim'raönt | il' oim'raient  |

## Amostras de textos

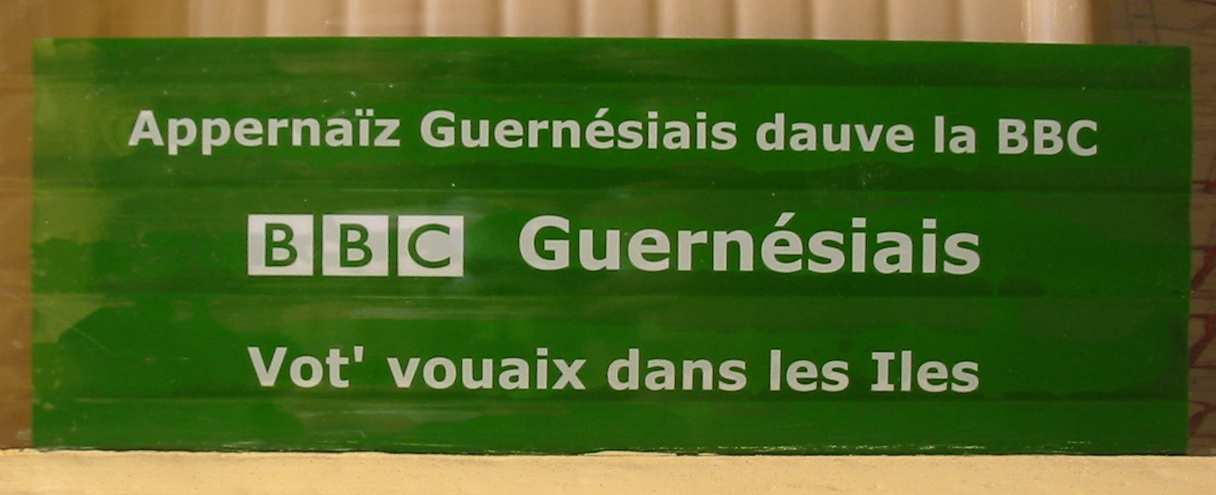
"Learn Guernésiais with the BBC
BBC Guernsey
Your voice in the Islands"

| Guernésiais (pronúncia)                            | Português                                 | Francês |
| Quaï temps qu’i fait?                              | Como está o tempo?                        | Quel temps fait-il ? coloquial: Quel temps qu'il fait ?                                                    |
| I' fait caoud ogniet                               | Hoje está quente                          | Il fait chaud aujourd'hui                                                                                  |
| Tchi qu’est vote naom?                             | Qual é o teu nome?                        | Formal: Comment vous appellez-vous? col: Comment t'appelle tu? / Comment tu t'appelle? Quel est votre nom? |
| Coume tchi que l’affaire va? (kum chik la-fehr va) | Com vai você? Lit. Como vão seusnegócios? | Comment vont les affaires ? col. comment que vont les affaires ?                                           |
| Quaï heure qu'il est?                              | Que horas são?                            | Quelle heure est-il ? col. Quelle heure qu'il est ?                                                        |
| À la perchoine (a la per-shoy-n)                   | Nos veremos em breve                      | Au revoir À la prochaine                                                                                   |
| Mercie bian                                        | Muito obrigado(a)                         | Merci beaucoup col. Merci bien                                                                             |
| chén-chin                                          | Isto                                      | ceci |
| ch'techin                                          | Este aqui                                 | celui-ci                                                                                                   |
| Lâtchiz-mé                                         | Deiuxe-me                                 | Laissez-moi                                                                                                |